# 咬合分析
咬合分析（こうごうぶんせき、英: occlusal analysis）とは、咬合器に装着された模型を用いてその咬合状態分析し、その分析結果に基づいて行う咬合の診察のことである。

## 概要
GPT8においては、「an examination of the occlusion in which the interocclusal relations of mounted casts are evaluated.」と解説されている。日本の歯科補綴学専門用語集においては「１）歯やそれに関連する組織に対する咬合の影響を特に考慮した顎口腔系の系統的審査。」「２）咬合器に装着された模型の咬合関係を評価するための咬合の診査」とされている。1974年、Lauritzenが自分の著書においてその方法を解説している。

## 意義
人間の不正咬合を診断するに際しては、欠かせない診察方法である。咬合器に装着された模型を調べることにより、生体では不可能な目線で咬合状態を分析することが可能となる。さらに、咬合紙を使用して早期接触を発見し、模型上の早期接触部位を削合することにより、削合後の咬合状態を予測することができる。不正咬合の存在と治療後の経過を予測することが可能なことから、有効な診察方法と云える。